# Niên biểu lịch sử Anh (1500–1599)
Dưới đây là niên biểu các sự kiện trong lịch sử Anh từ năm 1500 1599.
Niên biểu lịch sử ở Anh (1000 - 1499) Niên biểu lịch sử ở Anh (1600-1699)

## 1500 - 1599
- 1509 England - Henry VIII đăng cơ và kết hôn với Catherine của Aragon.
- 1513 England và Scotland - James IV và hàng ngàn người Scot bị đánh bại và giết chết trong trận Flodden.
- 1521 England - Các bài viết của Lutheran bắt đầu được lưu hành.
- 1525 England - Henry VIII cố gắng huỷ bỏ cuộc hôn nhân của mình, nhưng bị từ chối.
- 1526 England - Cardinal Wolsey ra lệnh đốt sách của Lutheran.
- 1529 England - Henry VIII cắt đứt quan hệ với Rome và tự xem mình là người đứng đầu Giaó Hội Anh.
- 1532 Scotland - Thành lập Đại học Justice và Toà án Session.
- 1534 England - Đạo luật Supremacy được Henry VIII thông qua
- 1534 England - Đạo luật Phản quốc 1534
- 1535 England - Hành hình Thomas More và Hồng y John Fisher.
- 1536 England - Hành hình William Tindale ở Antwerp
- 1542 Scotland - Mary I của Scotland, lên ngôi
- 1547 England - Edward VI trở thành vua
- 1549 England - Cuộc nổi loạn Prayer Book ở vùng Tây Nam.
- 1553 England - Đạo luật chống người biệt giáo Tin Lành 1553
- 1558 England - Queen Elizabeth I lên ngôi
- 1559 England - Đạo luật Supremacy 1559

Scotland - John Knox trở về từ Geneva để vận động thần học Calvin.
- 1560:Scotland - Nghị viện thông qua Cải cách Kháng Cách của Giáo hội Scotland.
- 1567 Scotland - Mary I của Scotland, thoái vị và bỏ trốn khỏi Scotland sau cuộc khởi nghĩa của các lãnh chúa Tin Lành
- 1571 England - Đạo luật Phản quốc 1571
- 1571 England - Đạo luật cấm chỉ dụ của Giáo hoàng từ Rome 1571
- 1578 Scotland - James VI tiếp quản quyền hành từ vị trí nhiếp chính, James Douglas.
- 1582 Scotland - Thành lập Đại học Edinburgh bởi Royal Charter.
- 1587 England và Scotland - Hành hình Mary, Hoành hậu Scotland, ở Lâu đài Fotheringay, Northamptonshire 8 tháng 2
- 1588 England - Hải quân Tây Ban Nha bị tiêu diệt 8 tháng 8
- 1592 Scotland - Giáo hội Trưởng Lão trở thành hình thức được chính thức hoá của chinh quyền nhà thờ Scotland bởi Đạo luật Parliament.
- 1593 England - Đạo luật chống người ủng hộ Giáo hoàng 1593